# Ahekõnnu
Ahekõnnu es una localidad del municipio de Kehtna en el condado de Rapla, Estonia. Según el censo de 2011, tiene una población de 57 habitantes. 

## Geografía
Se encuentra ubicada en el centro-este del condado, cerca de la frontera con los condados de Järva y Pärnu. Forma parte de una región de carácter predominantemente rural, con economía basada en la agricultura y actividades forestales.

## Administración
Históricamente, Ahekõnnu perteneció a la parroquia rural (vald) de Kehtna, estructura administrativa que se ha mantenido tras la reforma territorial de Estonia.